# Radionuklid
En radionuklid är en radioaktiv nuklid av ett visst ämne. Ordet "nuklid" kommer från latin nucleus som betyder kärna. Nukliden är en kärna med ett visst bestämt antal protoner och neutroner, där antalet protoner definierar atomslaget (grundämnet) och masstalet definierar isotopen. En synonym till radionuklid är således radioisotop.
Alla ämnen i det periodiska systemet har flera kända isotoper, varav de flesta är radioaktiva, men alla grundämnen upp till atomnummer 82 (bly) har minst en stabil isotop, med undantag av teknetium (atomnummer 43) och prometium (atomnummer 61). Som ett exempel kan det nämnas att det lättaste grundämnet väte har sju kända isotoper – varav de tre med längst halveringstid är protium (1H, stabil), deuterium (2H, stabil) och tritium (3H, sönderfaller med en halveringstid om 12,33 år). De andra kända isotoperna 4H, 5H, 6H och 7H har dock alla en halveringstid om mindre än en zeptosekund. Tritium är således nuklidkartans minsta radionuklid.
Totalt sett finns över 2600 kända nuklider för grundämnena. Antalet stabila isotoper för varje element varierar, väte har två, järn har fyra och xenon har sju. Generellt gäller det att, ju högre masstal desto sällsyntare är stabila nuklider. Exempelvis har grundämnena radon, uran och plutonium enbart radioisotoper.
Nya nuklider, främst transuraner, hittas med jämna mellanrum och då oftast med hjälp av stora partikelacceleratorer. Dessa är utan undantag radioaktiva, så de kända radionukliderna blir bara fler och fler. Det bör dock nämnas att de nyupptäckta nukliderna har så kort halveringstid att de endast är av akademiskt intresse.
| Primordiala | Kosmogena | Radiogena                                                       | Syntetiska |
| --- | --- | --------------------------------------------------------------- | --- |
| - Kalium 40 - Rubidium 87 - Samarium 147 - Rhenium 187 - Vismut 209 - Torium 232 - Uran 235, 238 - Plutonium 244 | - Tritium - Beryllium 7, 10 - Kol 14 - Natrium 22 - Aluminium 26 - Fosfor 32, 33 - Kisel 32 - Svavel 35 - Klor 36 - Argon 37, 39 - Krypton 81, 85 - Jod 129 | - Radium 224, 226, 228 - Radon 220, 222 - Torium 230 - Uran 234 | - Tritium (även naturligt förekommande väteisotop) - Teknetium, alla isotoper - Plutonium 239 (alfa-strålare, klyvbar) - Plutonium 238 (alfa-strålare) - Strontium 90 (klyvningsprodukt från kärnreaktorer) - Cesium 137 (klyvningsprodukt från kärnreaktorer) - Prometium, alla isotoper (klyvningsprodukt från kärnreaktorer) |